# Конкурс на Европейския съюз за млади таланти в науката
Конкурсът на Европейския съюз за млади учени (на английски: European Union Contest for Young Scientists) е престижен ежегоден конкурс, в който вземат участие младежи на възраст между 14 и 21 години от 36 държави, включително Китай, САЩ, Канада, Швейцария, Нова Зеландия и др.
Всяка година той се провежда в страна-членка на Европейския съюз. Първото издание на конкурса е през 1990 в Брюксел.
На конкурсът се представят проекти, от различни области на науката, като астрономия, биология, инженерни науки, информатика, математика, медицина, физика, хуманитарни науки, химия и др.
Основните награди на конкурса се осигуряват от Европейската комисия, като отделно от това седемте големи европейски научни института, обединени в EIROForum (Европейската южна обсерватория, Европейският съвет за ядрени изследвания, Европейската космическа агенция, Европейската лаборатория за молекулярна биология, Европейското обединение за термоядрени изследвания, Институтът „Лауе-Ланжевен“, Европейският център за синхротронна радиация), както и Европейското патентно ведомство, Съвместния изследователски център и международни организации връчват свои специални награди.
Проектите се оценяват от жури, съставено от изтъкнати европейски учени.

## Издания
- 1-ви конкурс: Брюксел, 1989
- 2-ри конкурс: Копенхаген, 1990
- 3-ти конкурс: Цюрих, 1991
- 4-ти конкурс: Севиля, 1992
- 5-и конкурс: Берлин, 1993
- 6-и конкурс: Люксембург, 1994
- 7-и конкурс: Нюкасъл ъпон Тайн, 1995
- 8-и конкурс: Хелзинки, 1996
- 9-и конкурс: Милано, 1997
- 10-и конкурс: Порто, 1997
- 11-и конкурс: Солун, 1999
- 12-и конкурс: Амстердам, 2000
- 13-и конкурс: Берген, 2001
- 14-и конкурс: Виена, 2002
- 15-и конкурс: Будапеща, 2003
- 16-и конкурс: Дъблин, 2004
- 17-и конкурс: Москва, 2005
- 18-и конкурс: Стокхолм, 2006
- 19-и конкурс: Валенсия, 2007
- 20-и конкурс: Копенхаген, 2008
- 21-ви конкурс: Париж, 2009
- 22-ти конкурс: Лисабон, 2010
- 23-ти конкурс: Хелзинки, 2011
- 24-ти конкурс: Братислава, 2012
- 25-и конкурс: Прага, 2013
- 26-и конкурс: Варшава, 2014
- 27-и конкурс: Милано, 2015
- 28-и конкурс: Брюксел, 2016
- 29-и конкурс: Талин, 2017
- 30-и конкурс: Дъблин, 2018

## България
България участва в конкурса от 1999. Български участници са били отличавани с награди в 6 издания на конкурса:
- Москва, 2005: Петър Тодоров[1] от IV езикова гимназия, Варна:

Специална награда на Европейската южна обсерватория (ESO), посещение на съоръженията на обсерваторията в Чили.
Награден проект: „Променливата звезда RZ Cas. Изследване на хипотезата за трети спътник“.
- Стокхолм, 2006: Георги Дянков[2] от Нацоналната природоматематическа гимназия „Любомир Чакалов“, София.

Трето място и Специална награда на Европейския център за ядрени изследвания (CERN), посещение на лабораторията в Женева.
Награден проект: „Метод за измерване на рефрактивните индекси, двойното лъчепречупване и дебелината на тънките анизотропни слоеве“
- Валенсия 2007: Славея Ангелова Ангелска[3], СОУ „Васил Левски“, гр. Севлиево

Специална награда на Европейското патентно ведомство, посещение на централата на ЕПБ в Мюнхен.
Награден проект: „Възможности за възприемане на звуци от хора с увреден слух“
- Лисабон 2010: Радко Олег Котев, Нацонална природоматематическа гимназия „Любомир Чакалов“, София

Специална награда на EIROFORUM – едноседмична визита в Института „Лауе-Ланжевен“ (ILL) в Гренобъл
Награден проект: „Едно ново решение на Аполониевата задача“
- Хелзинки 2011: Калина Петрова, ОМГ „Акад. Кирил Попов“ – Пловдив, Георги Георгиев и Георги Атанасов – студенти в СУ ”Св. Климент Охридски“

Трето място
Награден проект: „DriveFreeZ– симулатор за шофиране“
- Варшава 2014: Петър Гайдаров, ОМГ „Акад. Кирил Попов“ – Пловдив

Второ място и Почетна награда на Стокхолмски младежки научен семинар
Награден проект „Разстояние на Хеминг от полиноми над GF(2)“
- Варшава 2014: Григори Матеин, 91. НЕГ “Проф. К. Гълъбов“ – София

Специална награда на EUROfusion
Награден проект: „Анализиране на звука от загряване на водни разтвори с различни концентрации“
- Варшава 2014: Васил Василев и Марин Шаламанов ученици от Нацоналната природоматематическа гимназия „Любомир Чакалов“, София

Специална награда на Intel ISEF
Награден проект: „Генетични алгоритми за технически анализ на валутната борса“
Българските участници в Европейския конкурс за млади учени се избират чрез Национален конкурс „Млади таланти“, който се организира от дирекция „Наука“ на Министерството на образованието и науката. Журито е съставено от утвърдени български учени.